# Woonsocket (Dakota del Sur)
Woonsocket es una ciudad ubicada en el condado de Sanborn en el estado estadounidense de Dakota del Sur. En el Censo de 2010 tenía una población de 655 habitantes y una densidad poblacional de 319,72 personas por km².

## Geografía
Woonsocket se encuentra ubicada en las coordenadas 44°3′15″N 98°16′18″O / 44.05417, -98.27167. Según la Oficina del Censo de los Estados Unidos, Woonsocket tiene una superficie total de 2.05 km², de la cual 2.02 km² corresponden a tierra firme y (1.39%) 0.03 km² es agua.

## Demografía
Según el censo de 2010, había 655 personas residiendo en Woonsocket. La densidad de población era de 319,72 hab./km². De los 655 habitantes, Woonsocket estaba compuesto por el 98.32% blancos, el 0% eran afroamericanos, el 0.31% eran amerindios, el 0.31% eran asiáticos, el 0% eran isleños del Pacífico, el 0.46% eran de otras razas y el 0.61% pertenecían a dos o más razas. Del total de la población el 1.53% eran hispanos o latinos de cualquier raza.